# Needhamiella pumilio
Needhamiella pungens là một loài thực vật có hoa trong họ Thạch nam. Loài này được (R. Br.) L. Watson mô tả khoa học đầu tiên.